# Khalil ibn Mahmud
Khalil ibn Mahmud Xalil (o Khalil, Halil, Chelealeck, tàtar: Xälil) (?-1467) fou kan de Kazan fill i successor vers 1466 del seu pare Mahmudek Khan del que era el fill gran.
Només se sap que es va casar amb Nur Sultan, la filla de Nogai Timur. Se suposa que va morir al cap d'uns mesos de regnat pel seu germà Ibrahim ibn Mahmud